# 尹聪耀
尹聪耀（1997年3月4日—），中国湖北省黄石市西塞山区人，足球运动员，司职中场，现效力中国足球协会超级联赛梅州客家。

## 俱乐部生涯

### 早年
尹聪耀家住湖北省黄石市西塞山区源建一村。据他父亲尹柏南说，尹聪耀一岁时抓周选了足球。2000年时，三岁的尹聪耀在黄石市足球学校开始学习足球，师从向作安。2005年五一假日期间在武汉举行的三角湖杯少儿足球邀请赛上，尹聪耀首次参加省级比赛，他担任了队长，还当上了最佳射手和最有潜质球员。那时他是马家嘴小学的三年级学生。2007年7月，《长江商报》与武汉俱乐部联合举办了“足球希望之星”选拔活动，尹聪耀等52名球员被评为“足球希望之星”，加入武汉俱乐部的训练营。为此，尹聪耀转学到武汉读初中。
2008年，武汉光谷退出中超联赛，尹聪耀离开武汉，通过海选加入天津泰达足球俱乐部U13梯队。在天津泰达梯队，他的位置是后腰。期间，他被选入祁宏带领的中国国少队。2012年，在广西梧州举行的全国U17青年足球锦标赛上，尹聪耀打入8球，排名射手榜第一位。他还代表天津参加了2013年中华人民共和国第十二届运动会男足比赛。2014年，尹聪耀应邀到德国足球甲级联赛霍芬海姆足球俱乐部试训，但最终没能签约。之后，他随南京钱宝参加了中国足球乙级联赛。

### 斯洛伐克特倫欽
2015年，尹聪耀与南京钱宝解约，经试训以自由球员身份加盟斯洛伐克足球超級聯賽特倫欽足球俱樂部。俱乐部的老板是华裔荷兰人林球立。同年10月13日，他在特伦钦客场同第四级联赛球队亚斯洛夫斯克博胡尼采的斯洛伐克杯的比赛半场时替补德尼斯·扬乔出场，首次代表球队亮相，球队最终以3比0取胜。这也是他2015至2016赛季唯一一次代表特伦钦在正式比赛上场。这个赛季，他随队赢得了斯洛伐克超級联赛冠军和斯洛伐克杯冠军。2016年8月10日，2016至2017赛季斯洛伐克杯第二轮特伦钦客场面对第五级联赛球队普莱夫尼克-德列诺韦的比赛，尹聪耀首发出场，并在第9分钟打入全场比赛的第一粒进球。他在第61分钟被另一名中国球员黄聪换下，特伦钦最终以9比0的比分晋级。在特伦钦的一个半赛季中，他主要代表特伦钦的卫星球队内姆绍瓦出战斯洛伐克足球丙级联赛。2017年1月，特伦钦同尹聪耀解约。

### 内蒙古中优
离开特伦钦后，尹聪耀回到中国，加盟中国足球协会甲级联赛内蒙古中优足球俱乐部，并在2017年夏天补报进入球队名单。8月21日，内蒙古中优主场2比0战胜梅州客家足球俱乐部，尹聪耀在伤停补时阶段替补张天龙，完成俱乐部首秀。

### 重庆当代力帆
2018年1月10日，尹聪耀签约加盟中国足球协会超级联赛重庆当代力帆足球俱乐部斯威队。3月3日，中超联赛首轮重庆斯威主场1比0战胜北京人和的比赛中，他在第88分钟替补卡尔德克出场，这是他首次在中超联赛亮相。比赛中，由于防守失误，他被守门员隋维杰掐了脖子，引起外界关注。整个赛季，尹聪耀出场21次，均为替补出场，总时间只有220分钟，场均10分钟左右。媒体分析，重庆斯威签下尹聪耀只是为了应对中国足协的U23政策。
2019年中超联赛中，重庆斯威仍用尹聪耀应对U23政策。3月31日重庆斯威与深圳佳兆业的比赛中，尹聪耀在第89分钟替补上场，2分钟后被另一位U23球员迪力穆拉提换下，重庆斯威队的这一举动赛后引发了质疑。5月5日，客场与天津天海的中超联赛中，尹聪耀首发登场，并在第33分钟打入个人首粒中超联赛入球。8月15日，重庆斯威客场1比1逼平广州恒大淘宝的比赛中，尹聪耀在第71分钟替补出场，在第96分钟时因抽筋而被担架抬出场外。广州恒大淘宝几名队员质疑重庆斯威队拖延时间，郑智、郜林等认为尹聪耀刚刚出场就抽筋不合情理。

### 梅州客家
2022年5月31日，重庆斯威解散後，尹聪耀加盟梅州客家。

## 国家队生涯
尹聪耀曾入选中国国少队集训名单，备战2012年亞足聯U-16錦標賽，但并未入选最终参赛名单。
中国国奥队主教练胡斯·希丁克几次将尹聪耀选入球队。2018年11月17日重庆万州四国赛第二轮，中国国奥队1比1战平冰岛U21的比赛中，尹聪耀打入一球。

## 荣誉

### 俱乐部
特倫欽
- 斯洛伐克足球超級聯賽冠军：2015-16
- 斯洛伐克杯冠军：2015-16（英语：2015–16 Slovak Cup）